# الدوق
الدوق هي إحدى القرى اللبنانية من قرى قضاء البترون في محافظة الشمال.

## الموقع
تقع الدوق في قضاء البترون أحد أقضية محافظة لبنان الشمالي هذه المحافظة هي واحدة من ثمان محافظات يتشكل منها لبنان الإداري. وهي ترتفع 850 م عن مستوى سطح البحر. تبعد 60كم شمالا عن العاصمة بيروت.أصل الاسم مستمد من كلمة "Le Duc" والتي تعني الأعلى بين النبلاء. حيث هناك العديد من العائلات منها آل الخوري وآل مخايل واّل جبور واّل سعد أيضا وأكبرها آل سمعان وآل كرم. تتميز الدوق بسنديانتها الكبيرة في وسط القرية حيث يجتمع معظم الشباب يوميا.